# Semoine
Semoine est une commune française, située dans le département de l'Aube en région Grand Est.

## Géographie
| Connantray-Vaurefroy Marne | Montépreux Marne |                   |
| Gourgançon Marne           | Semoine          | Mailly-le-Camp    |
| Salon                      |                  | Villiers-Herbisse |

La commune de Semoine se trouve à la bordure avec la Marne et est entourée de trois communes de ce département: Gourgançon, Montépreux, Euvy et de deux communes de l'Aube: Villiers-Herbisse, et Herbisse.
La commune est la source de la Maurienne.

### Hydrographie
La commune est dans la région hydrographique « la Seine de sa source au confluent de l'Oise (exclu) » au sein du bassin Seine-Normandie. Elle est drainée par la Maurienne,.
La Maurienne, d'une longueur de 18 km, prend sa source dans la commune  et se jette  dans la Superbe à Ognes, après avoir traversé cinq communes.

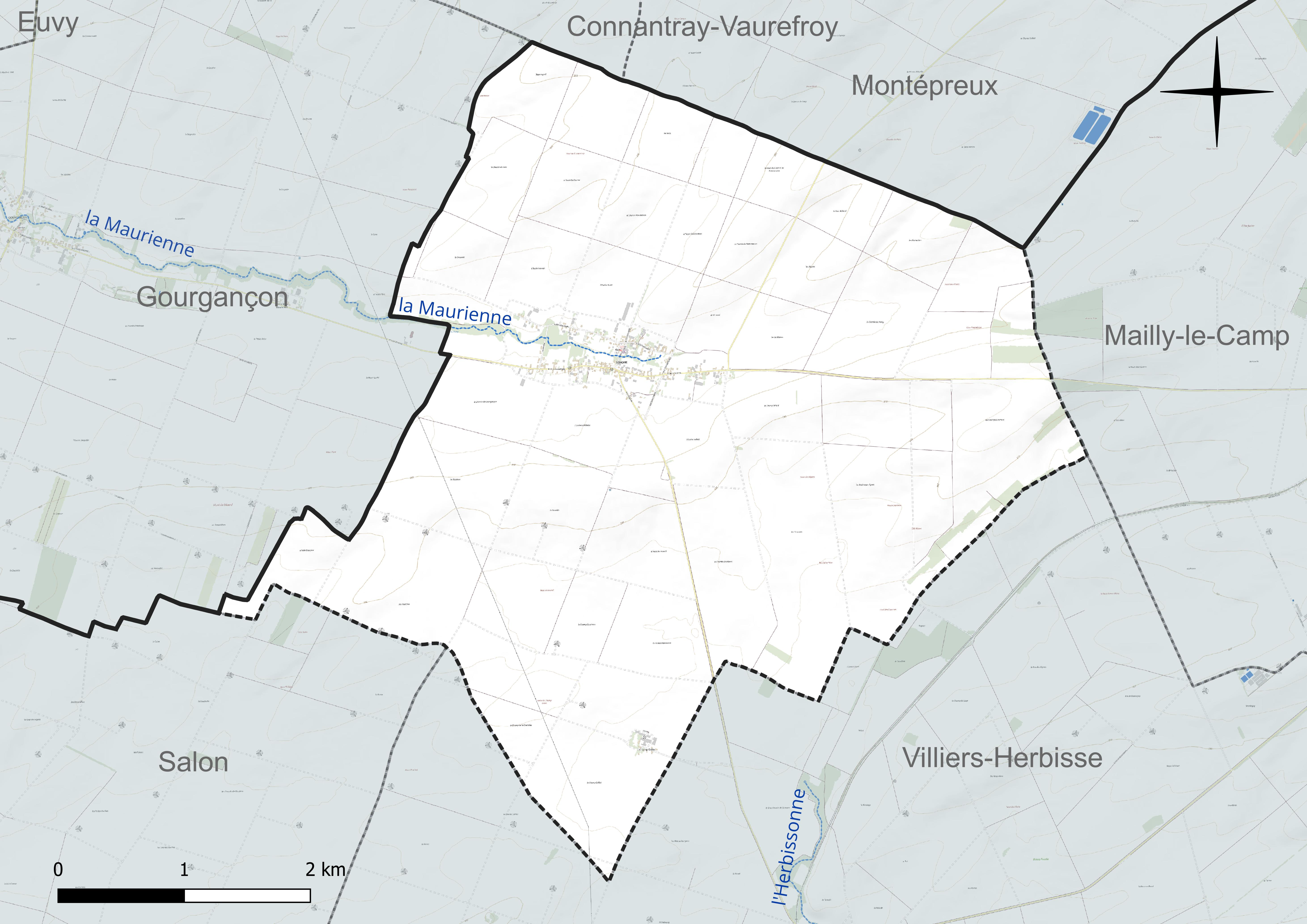
Réseau hydrographique de Semoine.

### Climat
Pour des articles plus généraux, voir Climat du Grand Est et Climat de l'Aube.
En 2010, le climat de la commune est de type climat océanique dégradé des plaines du Centre et du Nord, selon une étude du Centre national de la recherche scientifique s'appuyant sur une série de données couvrant la période 1971-2000. En 2020, Météo-France publie une typologie des climats de la France métropolitaine dans laquelle la commune est exposée à un climat océanique altéré et est dans la région climatique  Nord-est du bassin Parisien, caractérisée par un ensoleillement médiocre, une pluviométrie moyenne régulièrement répartie au cours de l’année et un hiver froid (3 °C).
Pour la période 1971-2000, la température annuelle moyenne est de 10,2 °C, avec une amplitude thermique annuelle de 16,1 °C. Le cumul annuel moyen de précipitations est de 750 mm, avec 11,7 jours de précipitations en janvier et 8 jours en juillet. Pour la période 1991-2020, la température moyenne annuelle observée sur la station météorologique de Météo-France la plus proche, « Sommesous », sur la commune de Sommesous à 10 km à vol d'oiseau, est de 10,8 °C et le cumul annuel moyen de précipitations est de 816,9 mm. 
La température maximale relevée sur cette station est de 42,2 °C, atteinte le 25 juillet 2019 ; la température minimale est de −26,5 °C, atteinte le 14 février 1956,,.
Les paramètres climatiques de la commune ont été estimés pour le milieu du siècle (2041-2070) selon différents scénarios d'émission de gaz à effet de serre à partir des nouvelles projections climatiques de référence DRIAS-2020. Ils sont consultables sur un site dédié publié par Météo-France en novembre 2022.

## Urbanisme

### Typologie
Au 1er janvier 2024, Semoine est catégorisée commune rurale à habitat très dispersé, selon la nouvelle grille communale de densité à 7 niveaux définie par l'Insee en 2022.
Elle est située hors unité urbaine et hors attraction des villes,.

### Occupation des sols
L'occupation des sols de la commune, telle qu'elle ressort de la base de données européenne d’occupation biophysique des sols Corine Land Cover (CLC), est marquée par l'importance des territoires agricoles (96,1 % en 2018), une proportion identique à celle de 1990 (96,1 %). La répartition détaillée en 2018 est la suivante : 
terres arables (96,1 %), zones urbanisées (3 %), forêts (1 %). L'évolution de l’occupation des sols de la commune et de ses infrastructures peut être observée sur les différentes représentations cartographiques du territoire : la carte de Cassini (XVIIIe siècle), la carte d'état-major (1820-1866) et les cartes ou photos aériennes de l'IGN pour la période actuelle (1950 à aujourd'hui).

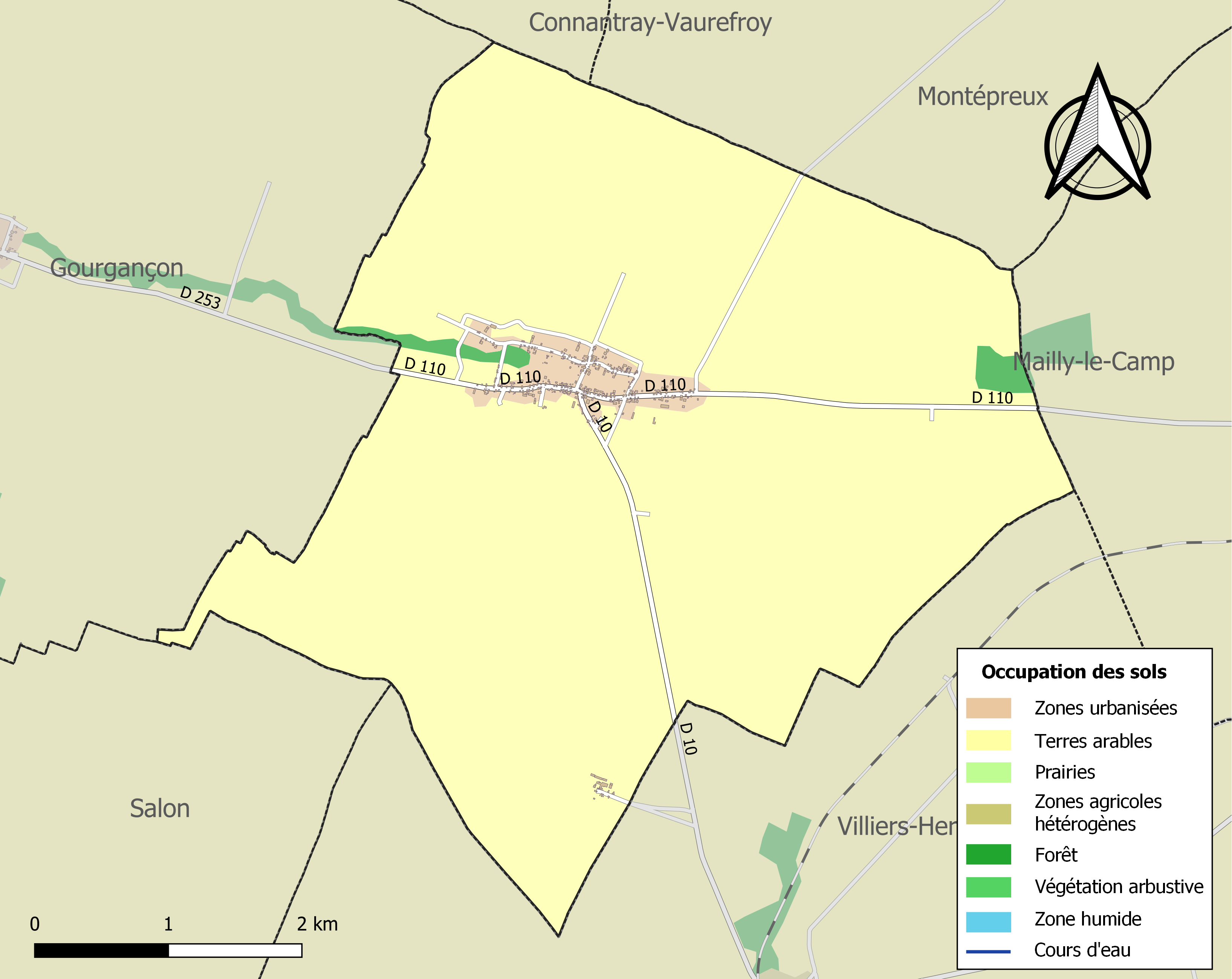
Carte des infrastructures et de l'occupation des sols de la commune en 2018 (CLC).

## Histoire
En 1857, à l'est du village, plusieurs squelettes humains, dont l'un avec un bracelet de cuivre, et que l'on a attribué à l'époque romaine, furent trouvés.
En 1881, on a découvert à l'ouest du village, à 150 mètres des habitations, un vaste cimetière de l'époque gallo-romaine.
Le fief de Semoine dépendait de la baronnie de Plancy puis devint une vicomté.
En août 1914, la commune est au centre de la Première bataille de la Marne.

## Politique et administration
| Période                                  | Période        | Identité                                        | Étiquette | Qualité     |
| ---------------------------------------- | -------------- | ----------------------------------------------- | --------- | ----------- |
| mai 1821                                 | mars 1837      | Nicolas Carut                                   |           | Cultivateur |
| avril 1837                               | septembre 1846 | Simon Haniez                                    |           |             |
| octobre 1846                             | octobre 1846   | Napoléon Noblet                                 |           |             |
| novembre 1846                            |                | Pierre Haniez                                   |           |             |
| mars 1989                                | 2014           | M. José Radet                                   |           | agriculteur |
| mars 2014                                | En cours       | M. Pascal NOBLET Réélu pour le mandat 2020-2026 | DVD       | Agriculteur |
| Les données manquantes sont à compléter. |                |                                                 |           |             |

## Démographie
L'évolution du nombre d'habitants est connue à travers les recensements de la population effectués dans la commune depuis 1793. Pour les communes de moins de 10 000 habitants, une enquête de recensement portant sur toute la population est réalisée tous les cinq ans, les populations de référence des années intermédiaires étant quant à elles estimées par interpolation ou extrapolation. Pour la commune, le premier recensement exhaustif entrant dans le cadre du nouveau dispositif a été réalisé en 2006.

En 2022, la commune comptait 219 habitants, en évolution de +8,42 % par rapport à 2016 (Aube : +0,7 %, France hors Mayotte : +2,11 %).
| 1793 | 1800 | 1806 | 1821 | 1831 | 1836 | 1841 | 1846 | 1851 |
| ---- | ---- | ---- | ---- | ---- | ---- | ---- | ---- | ---- |
| 500  | 535  | 493  | 485  | 548  | 518  | 504  | 522  | 504  |

| 1856 | 1861 | 1866 | 1872 | 1876 | 1881 | 1886 | 1891 | 1896 |
| ---- | ---- | ---- | ---- | ---- | ---- | ---- | ---- | ---- |
| 478  | 473  | 459  | 454  | 462  | 454  | 442  | 412  | 386  |

| 1901 | 1906 | 1911 | 1921 | 1926 | 1931 | 1936 | 1946 | 1954 |
| ---- | ---- | ---- | ---- | ---- | ---- | ---- | ---- | ---- |
| 389  | 370  | 351  | 289  | 283  | 279  | 254  | 265  | 301  |

| 1962 | 1968 | 1975 | 1982 | 1990 | 1999 | 2006 | 2011 | 2016 |
| ---- | ---- | ---- | ---- | ---- | ---- | ---- | ---- | ---- |
| 304  | 277  | 250  | 221  | 182  | 180  | 218  | 223  | 202  |

| 2021 | 2022 | - | - | - | - | - | - | - |
| ---- | ---- | - | - | - | - | - | - | - |
| 210  | 219  | - | - | - | - | - | - | - |

## Culture locale et patrimoine

### Lieux et monuments
- L'église Saint-Pierre de Semoine fut confirmée à l'abbaye de Molesmes au début du XIIe siècle. Elle comporte une abside et des fonts baptismaux du XIIIe siècle, une chapelle du chœur et des croisillons des XVe siècle et XVIe siècle ainsi et des fragments de vitraux du XVIe siècle.
- La commune comporte des vestiges préhistoriques et antiques, notamment une nécropole gallo-romaine. Il est donc fort possible que la commune date de cette période.
- Le musée Moto d'Antan présente une collection de motos européennes et américaines par un couple de passionnés.

### Personnalités liées à la commune
Jean Bureau (1390-1463), Grand maître de l'artillerie de France de l'Armée française à la bataille de Castillon mettant un terme à la guerre de Cent Ans.

### Héraldique
| Blason de Semoine | Blason  | Tiercé en pairle renversé : au 1er d'azur à la bande d'argent côtoyée de deux doubles cotices potencées et contre-potencées d'or, au 2e de gueules à deux clés d'or passées en sautoir et à une épée basse d'argent brochante, au 3e de sinople à la fasce ondée d'argent et à trois épis de blé tigés, feuillés, empoignés et liés d'or brochant. |
| Blason de Semoine | Détails | Le statut officiel du blason reste à déterminer. |